# Funeral Party (singolo)
Funeral Party è un singolo della cantante Italiana Rose Villain, pubblicato il 20 luglio 2018. 
Si tratta della prima pubblicazione della cantante per conto di Republic Records.

## Video musicale
Il video è stato reso disponibile il 2 agosto 2018 attraverso il canale YouTube della cantante.

## Tracce
Testi di Andrea Ferrara, Rosa Luini, musiche di Andrea Ferrara.
1. Funeral Party – 3:03